# فولكس فاغن طوارق

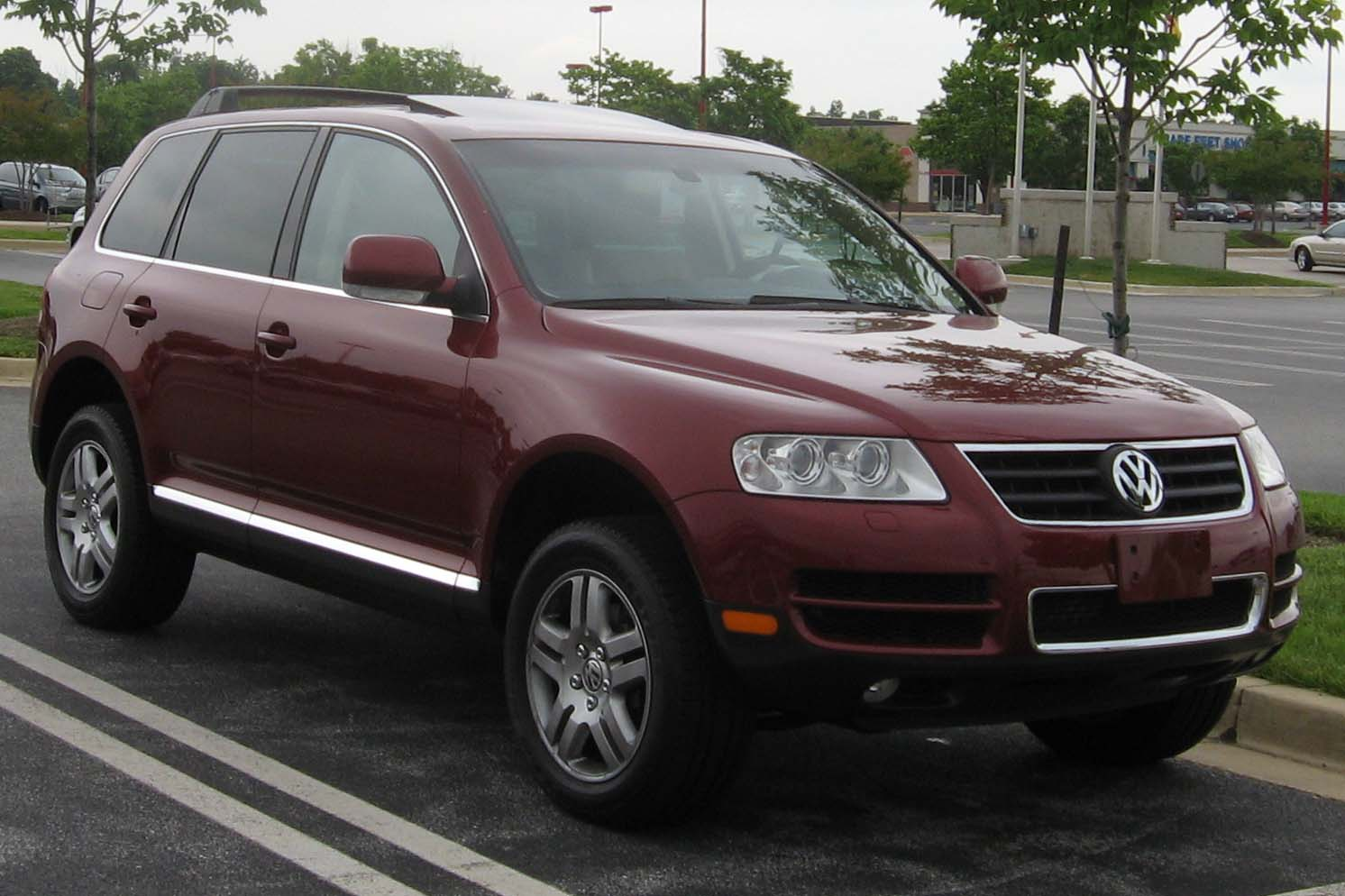
فولكس فاغن طوارق

فولكس فاجن طوارق Volkswagen Touareg (النطق الألماني: [ˈtuːaʁɛk]) هي سيارة رياضة Sport Utility Vehicle اختصارا SUV فاخرة متوسطة الحجم mid-size تنتجها شركة فولكس فاجن الألمانية لصناعة السيارات automaker Volkswagen منذ عام 2002 في مصنع فولكس فاجن براتيسلافا Volkswagen Bratislava Plant. تم تسمية السيارة على اسم البدو الطوارق Tuareg people، سكان المناطق الداخلية الصحراوية Saharan في شمال إفريقيا.
في سيارة طوارق يمكن عبور عمق يصل لغاية 580 مليمتر، وهي قادرة على تسلق المرتفعات حتى 45 درجة، ويمكنها السير على المنحدرات التي تصل درجة انحدارها حتى 35 درجة، كما يمكنها أيضا التغلب على جذوع الاشجار الكبيرة أو الصخورأو التلال بدون أن يلامس بدنها الأرض.
اعتبارًا من الجيل الأول، تم تطوير طوارق جنبًا إلى جنب مع بورشهكايين Porsche Cayenne وأودي كيو سبعة Audi Q7، لتقاسم المنصات والكثير من التكنولوجيا. تم تطوير السيارات منذ البداية كسيارات SUV حديثة ذات هيكل واحد unibody، مع تعليق مستقل في جميع أنحاء العالم، وطموح في الأداء الممتاز على الطرق العادية والطرق الوعرة.
إن تعبير هيكل واحد unibody هو اختصار للتعبير الهيكل الموحد "unized body"، أو بدلاً من ذلك «بناء أحادي». يتم تعريفه على أنه: نوع يكون فيه جسم السيارة ومخطط الأرضية والإطار هيكلًا واحدًا. مثل هذا التصميم عمومًا أخف وزنًا وأكثر صلابة من السيارة التي لها جسم وإطار منفصلان.
قدم الجيل الأول (2002-2010) خيارًا استثنائيًا لمجموعات المحركات، بما في ذلك خيارات المحرك بخمس، وستة، وثمانية، وعشرة، واثنتي عشرة أسطوانة. الجيل الثالث من طوارق قيد الإنتاج منذ عام 2018.

## أصل التسمية
نسبة إلى الطوارق الذين يسكنون الصحراء الكبرى في شمال إفريقيا وقد عرف الطوارق بأنهم رجال الصحراء الزرق وهم شعب يعرف الصحراء ومتمرس فيها ولذلك سميت سيارة طوارق بهذا الاسم لقوتها في الصحراء وتكيفها معها كما فعل الطوارق.

## التطوير
تم تطوير فولكس فاجن طوارق Volkswagen Touareg (التصميم الداخلي Typ 7L) كمشروع مشترك من قبل بورشه Porsche ومجموعة فولكس فاجن Volkswagen Group، بمشاركة علامتي أودي Audi وفولكس فاجن Volkswagen. كان الهدف هو إنشاء سبارة للطرق الوعرة يمكنها التعامل مع الطرق الوعرة مثل السيارات الرياضية. ثم أراد الرئيس التنفيذي لشركة بورشه Porsche CEO Wendelin Wiedeking توسيع نطاق منتجات بورشه Porsche بسيارة لن تتأثر بتقلبات سوق السيارات الرياضية المتقلبة أحيانًا. وقد أدى ذلك إلى تصميم بورشه لهيكل يتمتع بقدرات عالية على الطرق الوعرة ولكن يتم التعامل معه على الطريق مثل سيارة رياضية أصلية، وهو أمر لم يسبق له مثيل في فئة سيارات الدفع الرباعي. لذلك استفادت طوارق فولكس فاجن Volkswagen Touareg وأودي كيو سبعة Audi Q7 من هيكل فريد من نوعه وعالي القدرة مصمم لأول سيارة بورشه ذات أربعة أبواب على الإطلاق مع ضرورة أن تمتلك كاين Cayenne خصائص السيارات الرياضية التي تشتهر بها بورشه. كان الفريق، الذي يضم أكثر من 300 شخص، بقيادة كلاوس جيرهارد فولبرت Klaus-Gerhard Wolpert ومقره في فايساش Weissach، ألمانيا Germany، حيث يقع المقر الرئيسي لشركة بورشه.
نتج عن المشروع المشترك إنشاء المنصة PL71 لمجموعة فولكس فاجن Volkswagen Group PL71 platform، التي تشترك فيها فولكس فاجن طوارق وأودي Audi Q7 وبورشه كايين Porsche Cayenne، على الرغم من وجود اختلافات كبيرة في التصميم والمعدات والأداء والتقنية بين طرازات العلامات التجارية الثلاث. تتسع طوارق وبورشه لخمسة مقاعد، بينما تستوعب قاعدة عجلات Q7 الممتدة الصف الثالث لسبعة ركاب. تم بناء فولكس فاجن طوارق في مصنع فولكس فاجن براتيسلافا Volkswagen Bratislava Plant في براتيسلافا Bratislava، سلوفاكيا، إلى جانب أودي Q7.
تم بناء بورشه كايين Porsche Cayenne من قبل شركة بورشه في لايبزيغ، ألمانيا، في مصنع تم بناؤه خصيصًا لإنتاج كايين. في وقت تطوير الطراز 7L وخلال السنوات العديدة الأولى من الإنتاج، كانت بورشه مملوكة بشكل مستقل وليست جزءًا من مجموعة فولكس فاجن كما هي اليوم. حققت بورشه نجاحًا كبيرًا مع كايين، حيث تمتعت بأعلى نسبة ربح لكل سيارة مباعة في صناعة السيارات. إلى حد كبير بسبب أرباح كايين، اشترت بورشه لاحقًا شركة فولكس فاجن تقريبًا.
نظرًا للطلب وأسعار صرف اليورو euros مقابل الدولار الأمريكي US dollar، فضلاً عن اختلاف الأسعار والسياسات البيئية في الولايات المتحدة، فإن متغيرات محركات V6 وV8 تشكل معظم عروض طوارق الأمريكية من فولكس فاجن. مقارنة بالمركبات الأخرى التي تحمل علامة فولكس فاجن المباعة في الولايات المتحدة والتي تستهدف السوق الشامل، جاءت طوارق في الطرازات الأكثر رقيًا ووضعت في منافسة مع سيارات الدفع الرباعي الفاخرة الأخرى من ب أم دبليو BMW ومرسيدس بنز Mercedes-Benz.  ومع ذلك، كان عددًا محدودًا من محركات الديزل V10 TDI ذات الحقن التوربيني المباشر (TDI) متاحًا في طراز عام 2004 (قبل أن يتم سحبها لأسباب بيئية). تم إعادتهم إلى الولايات المتحدة لعام 2006 كنموذج «لمفهوم انبعاثات المستوى الأول (انبعاثات الحالة 43)».

## الجيل الأول (2002-2010)
| نظرة عامة     | نظرة عامة                                       |
| ------------- | ----------------------------------------------- |
| الإنتاج       | 2002-2010                                       |
| الجسم والهيكل |                                                 |
| المنصة        | منصة مجموعة فولكس فاجن PL71                     |
| ذات صلة       | بورش كايين Porsche Cayenne أودي كيو سبعة Q7     |
| توليد القوة   |                                                 |
| ناقل الحركة   | يدوي manual ذو 6 سرعات آلي automatic ذو 6 سرعات |
| الأبعاد       |                                                 |
| قاعدة العجلات | 2855 ملم (112.4 بوصة)                           |
| الطول         | 4.754 ملم (187.2 بوصة)                          |
| العرض         | 1،928 مم (75.9 بوصة)                            |
| الارتفاع      | 1،726 مم (68.0 بوصة)                            |

تأتي طوارق بشكل قياسي مع نظام دفع رباعي four-wheel drive. وهي تحتوي على ترس تفاضلي differential مركزي للقفل التدريجي التلقائي (مع تجاوز يدوي with manual override)، وإعداد «نطاق منخفض low range» يمكن تنشيطه باستخدام أدوات التحكم داخل مقصورة القيادة. تشمل الخيارات لجعل المركبات أكثر قدرة على الطرق الوعرة نظام تعليق هوائي متكيف Adaptive Air Suspension رباعي العجلات (بالإضافة إلى التحكم في التخميد المستمر Continuous Damping Control) والذي يمكن أن يزيد من ارتفاع السيارة عند القيادة can raise the car's ride height on command, ومفتاح داخلي يسمح بقفل التفاضل الخلفي rear differential يدويًا. كان الخيار النادر هو القفل التفاضلي الأمامي. يبلغ ارتفاع مستوى الحمولة عن الأرض 6.3 بوصات (160 ملم) عند القيادة على الطرقات العادية، ويبلغ ارتفاع مستوى الحمولة عن الأرض 9.6 بوصات (244 ملم) عند القيادة على الطرقات الوعرة Off Road، ويمكن أن تصل إلى ارتفاع أقصى لمستوى الحمولة عن الأرض Xtra clearance إلى 11.8 بوصة (300 ملم).

فولكس فاجن طوارق ما قبل التحديث (أوروبا) Pre-facelift Volkswagen Touareg, Europe

المقصورة الأمامسة في سيارة فولكس فاجن طوارق

### التسويق
في عام 2006 قامت سيارة فولكس فاجن طوارق 2 V10 TDI موديل عام 2007 بسحب طائرة بوينج Boeing 747.

### المحركات
| محركات البنزين  | محركات البنزين | محركات البنزين                   | محركات البنزين                                                                                | محركات البنزين   |
| الطراز          | سنة الطراز     | نمط المحرك                       | القوة Power، عزم الدوران torque عند دورة في الدقيقة rpm                                       | رمز المحرك       |
| --------------- | -------------- | -------------------------------- | --------------------------------------------------------------------------------------------- | ---------------- |
| 3.2 VR6         | 2002–2007      | 3,189 cc (194.6 cu in) VR6       | 220 PS (162 kW; 217 bhp) 241 PS (177 kW; 238 bhp)                                             | azz code 217 hp  |
| 3.6 VR6         | 2004–2006      | 3,597 cc (219.5 cu in) VR6       | 280 PS (206 kW; 276 bhp), 360 N⋅m (270 lbf⋅ft)                                                |                  |
| 4.2 V8          | 2002–2008      | 4,163 cc (254.0 cu in) V8        | 310 PS (228 kW; 306 bhp), 410 N⋅m (300 lbf⋅ft)                                                | AXQ or BAR (06+) |
| 6.0 W12         | 2005–2010      | 5,998 cc (366.0 cu in) W12       | 450 PS (331 kW; 444 bhp), 600 N⋅m (443 lbf⋅ft)                                                |                  |
| Diesel engines  |                |                                  |                                                                                               |                  |
| الطراز          | سنة الطراز     | نمط المحرك                       | القوة Power، عزم الدوران torque عند دورة في الدقيقة rpm                                       | رمز المحرك       |
| 2.5 I5 TDI      | 2003–2010      | 2,461 cc (150.2 cu in) I5 Turbo  | 163 PS (120 kW; 161 bhp), 400 N⋅m (295 lbf⋅ft) 174 PS (128 kW; 172 bhp), 400 N⋅m (295 lbf⋅ft) | BAC              |
| 3.0 V6 TDI      | 2004–2007      | 2,967 cc (181.1 cu in) V6 Turbo  | 225 PS (165 kW; 222 bhp), 500 N⋅m (370 lbf⋅ft)                                                | BKS              |
| 5.0 V10 TDI AYH | 2002–2007      | 4,921 cc (300.3 cu in) V10 Turbo | 313 PS (230 kW; 309 bhp) at 3750 rpm, 750 N⋅m (553 lbf⋅ft) at 2,000 rpm                       | AYH              |

### المحرك W12 عام (2005-2010)
كان المقصود في البداية أن يكون عمود الحدبات العلوي المزدوج double overhead camshaft اختصار (DOHC) ذو سعة 6.0 لترات والمحرك W12 ذو 48 صمامًا نموذجًا محدود الإصدار، حيث تم التخطيط لإنتاج 500 وحدة فقط؛ كان من المقرر بيع حوالي 330 في المملكة العربية السعودية، وبيع الباقي في أوروبا. تم بيع بعض طوارق W12 في الصين، لكن عدد السيارات المباعة غير معروف. لم يتم إجراء أي مبيعات في الولايات المتحدة. في النهاية، أصبح طراز W12 نموذجًا عاديًا دون أي قيود على الإنتاج. من المقدر أن تصل إلى 100 كيلومتر في الساعة (62.1 ميل في الساعة) في 5.9 ثانية.

### المحرك V10 TDI بين عامي (2002 - 2010)
تم عرض محرك V10 TDI في الولايات المتحدة لفترة محدودة في عام 2004، لكن لوائح الانبعاثات أجبرته على الخروج من السوق لفترة مؤقتة.

الترس الخامس Fifth Gear

عاد محرك V10 TDI إلى سوق الولايات المتحدة كسيارة موديل 2006 في خمس ولايات. تم طرح طرازات الولايات المتحدة في وقت لاحق للبيع في عام 2006، والتي كانت متوافقة مع انبعاثات 50 حالة مع الديزل منخفض الكبريت ومرشح الجسيمات. أدت معايير الانبعاثات الصارمة لمجلس موارد الهواء في كاليفورنيا California Air Resources Board اختصارا (CARB) إلى إلغاء V10 TDI مرة أخرى في الولايات المتحدة. تم استبدال محرك V10 منذ ذلك الحين بمحرك V6 TDI يلبي الحد الأدنى من متطلبات الانبعاثات الكربونية لعام 2009. ومع ذلك، في عام 2015، تم اكتشاف أن محركات V6 هذه لا تلبي متطلبات انبعاثات CARB وكانت جزءًا من فضيحة انبعاثات فولكس فاجن Volkswagen emissions scandal.
قامت المجلة التلفيزيونية Fifth Gear (تعني الترس الخامس وهي سلسلة المجلات التلفزيونية البريطانية الخاصة بالسيارات) باستخدام هذا الإصدار من محرك V10 TDI للاختبار لسحب طائرة بوينج 747.

### فولكس فاجن طوارق المحدثة Facelift (بين عامي 2006 - 2010)

فولكس فاجن طوارق المحدثة Facelift (المملكة المتحدة)

فولكس فاجن طوارق المحدثة Facelift (الولايات المتحدة الأمريكية)

تم الكشف عن أول عملية تعديل لتجميل وتحديث طوارق في معرض باريس للسيارات 2006 Paris Motor Show في عام 2006، مع ظهورها الأول في أمريكا الشمالية في معرض نيويورك للسيارات 2007 كنموذج 2008. وهي تتميز الآن بشبكة واقية shield grille من الآخرين في مجموعة سيارات ركاب فولكس فاجن Volkswagen Passenger Cars. تحتوي طوارق المحدثة على أكثر من 2300 قطعة معاد تصميمها وتتميز ببعض الميزات التكنولوجية الجديدة:
- نظام ABS Plus ، الذي يعمل جنبًا إلى جنب مع نظام التحكم في الجر traction control system، ويقصر مسافة الكبح بنسبة تصل إلى 25٪ على الأسطح الرخوة loose surfaces؛
- المسح الأمامي، وهو نظام تحكم طوافي تكيفي adaptive cruise control system، والذي يمكنه إبطاء السيارة أو حتى إيقافها حسب ظروف حركة المرور؛
- المسح الجانبي، وهو يمثل مراقبة النقطة العمياء blind-spot monitor: حيث يتم من خلال استخدام رادار في مؤخرة السيارة لاستشعار وجود سيارة أخرى، وتتسبب في وميض الصمامات الثنائية الباعثة للضوء light-emitting diodes اختصارا (LED) المدمجة في المرايا الجانبية wing mirrors. إذا أشار السائق إلى التحرك خارجا من خلف سيارة طوارق، تبدأ مصابيح LED بالوميض بمعدل متسارع لتحذير السائق حتى تتحرك السيارة الأخرى خارج مجال رؤية طوارق.

جنبًا إلى جنب مع قائمة الخيارات الطويلة بالفعل في طوارق 2007، فإنه من الممكن تجهيزها أيضا بحزمة ديناميكيات القيادة، وجهاز استشعار الانقلاب rollover sensor، ونظام صوت Dynaudio بقوة 620 واط، ومقاعد مريحة معاد تصميمها. تحتوي جميع إصدارات الديزل الآن على معيار مرشح جسيمات الديزل diesel particulate filter.
في الولايات المتحدة وكندا، تم تسويق طوارق المحدثة على أنها طوارق 2 لعام 2008-2010، وعادت إلى طوارق ببساطة في عام 2011.

### سيارة فولكس فاجن طوارق R50 بين عامي (2007 - 2010)

طوارق فولكس فاجن R50 منظر أمامي جانبي

فولكس فاجن طوارق R50 منظر خلفي جاني

طوارق R50 هي ثالث سيارة فولكس فاجن بعد جولف Golf وباسات Passat تحصل على المعاملة الفردية "R" من قبل شركة فولكس فاجن 'R' treatment by Volkswagen Individual GmbH. كان الإطلاق العالمي لطوارق R50 في 2007 في المعرض الدولي للسيارات في أستراليا Australian International Motor Show.
تأتي التسمية "R50" من إزاحة المحرك: 5.0 لتر، تم تقديم R50 بمحرك ديزل V10 سعة 5.0 لتر ينتج 257 كيلوواط (349 حصانًا، 345 حصانًا) وعزم دوران يبلغ 850 نيوتن ميكرومتر (627 رطل قدم)، مما يسمح بدفع السيارة من 0 إلى 100 كم / ساعة (62.1 ميل / ساعة) في 6.7 ثانية.
يأتي فولكس فاجن طوارق R50 بشكل قياسي مع عجلات Omanyt مقاس 21 بوصة، ونظام تعليق هوائي رياضي، وتطعيمات الزخرفة الداخلية مرصعة بزخرفة «دوران المحرك engine spin»، ونظام تحكم مناخي اختياري رباعي المناطق.

### فولكس فاجن طوارق V6 TDI (بين عامي 2007 - 2010)
هي نسخة فولكس فاجن طوارق V6 TDI مع أداء محسن. إن نسخة 2007 من طوارق V6 TDI يمتلك 239 حصان (176 كيلوواط، 236 حصان) وعزم دوران 500 نيوتن / متر. باستخدام هذا المحرك، يمكن أن تصل السيارة فولكس فاجن طوارق V6 TDI إلى 100 كم / ساعة (62 ميلاً في الساعة) من حالة التوقف التام في 8.3 ثانية.

### محرك الديزل النظيف V6 TDI بين عامي (2009-2015)
محرك V6 TDI Clean Diesel هو نسخة من V6 TDI مع نظام التخفيض التحفيزي الانتقائي Selective Catalytic Reduction اختصارا (SCR)، ليحل محل محرك V10 TDI في الولايات المتحدة وكندا. تحتوي طوارق Touareg على خزان 4.5 جالون أمريكي (17 لترًا؛ 3.7 جالون إمبراطوري) في الجزء الخلفي من السيارة أسفل الإطار الاحتياطي الذي يخزن محلول AdBlue. تشير التقديرات إلى أن هذا الخزان سيحتاج إلى التجديد كل 6000-10000 ميل (9700-16100 كم). [بحاجة لمصدر] لا تحتوي طوارق Touareg على محفز تخزين أكاسيد النيتروجين NOX storage catalyst الموجود في Jetta Clean Diesel TDI بسبب وزنه الثقيل.
تم الكشف عن طوارق BlueTDI في معرض جنيف للسيارات 2007 Geneva Motor Show. تم الكشف عن نسخة الإنتاج من V6 TDI Clean Diesel في معرض لوس أنجلوس للسيارات 2008 LA Auto Show.
على الرغم من التخطيط لمبيعات نسخة الإنتاج في أمريكا الشمالية لعام 2008، إلا أنها لم تبدأ حتى عام 2009.
تحدث ساندر كويكن Sander Kuiken، وهو أحد المهندسين الذين عملوا على نظام AdBlue الذي أنشأته Volkswagen و BMW و Mercedes-Benz، عن الفرق بين سيارة طوارق VW العاملة بالديزل diesel ومركبات البنزين gasoline vehicles.

### طوارق «لوكس المحدودة» (2009-)
طوارق "Lux Limited" هي نسخة بمحركات:
- V6 TDI Clean Diesel 225PS
- V6 FSI
- V8 FSI

مخصصة للسوق الأمريكية. تتميز بعجلات معدنية مقاس 20 بوصة (نوع «ماونتن») بمقاس 275 إطارًا لجميع المواسم واختيار 4 ألوان للجسم:
1. أزرق Biscay Blue
2. لؤلؤي Black Magic Pearl
3. أبيض Campanella White
4. رمادي Galapagos Gray

كما تم تجهيزها بمجموعة هيكل ديناميكي هوائي ملون للجسم بالكامل، ومقاعد أمامية مزدوجة الطاقة، ومقصورة داخلية جلدية بالكامل بلونين من الكريكيت Cricket، وشاشة ملاحة تعمل باللمس مع مجموعة صوت متدفق يعمل بالبلوتوث، ونظام صوت مؤلف من 11 مكبر صوت بقوة 320 وات ومصابيح أمامية تكيفية عالية الكثافة.
في عام 2009 تم الكشف عن السيارة NAIAS.

### طوارق V6 TSI الهجينة (2009)
قبل التكلم عن المحرك الهجين في سيارة طوارق V6 TSI الهجينة لنأخذ فكرة عن بعض المصطلحات المستخدمة في حساب قوة محرك السيارة بشكل عام.
| ما هي القدرة الحصانية | ما هي القدرة الحصانية | ما هي القدرة الحصانية | ما هي القدرة الحصانية |
| --- | --------------------- | --- | --- |
| في جوهرها، تشير كل من HP و BHP و PS و kW إلى مقدار الطاقة التي ينتجها المحرك. أو، بعبارات أقل تقنية، مقدار "العمل" الذي يمكنها القيام به. كقاعدة عامة، كلما زادت القوة الحصانية، زادت سرعة السيارة في النهاية. تؤثر القوة أيضًا على التسارع. مرة أخرى، كقاعدة عامة، كلما زادت قوة الحصان، زادت سرعة السيارة. |                       | | |
| الوحدة | الاختصار              | الشرح | توضيح |
| قوة حصان الفرامل Brake horsepower | bhp                   | هي واحدة من أكثر وحدات القياس شيوعًا في عالم السيارات. إنه قياس القوة المفيدة useful power التي ينتجها المحرك engine، حيث أن هناك حساب لضياع كميات صغيرة مفقودة من القوة بسبب الاحتكاك في الأجزاء الميكانيكية مثل علبة التروس gearbox . تقليديًا، تم استخدام "القدرة الحصانية للفرامل" (bhp) كمقياس نهائي لقوة المحرك. | |
| القدرة الحصانية horsepower | hp                    | إن القدرة الحصانية للفرامل Brake horsepower اختصارا (bhp) تختلف عن القدرة الحصانية horsepower اختصارا (hp) لأنها تأخذ في الاعتبار فقدان الطاقة بسبب الاحتكاك - يتم قياسها عن طريق تشغيل المحرك حتى دورات كاملة، ثم تركه يتباطأ بشكل طبيعي حتى يتوقف. | |
| قوة الحصان Pferdestärke | PS                    | تُعرَّف بأنها القوة المطلوبة لرفع كتلة 75 كجم عند تسارع السقوط القياسي خلال فترة ثانية واحدة بارتفاع متر واحد (75 كجم · م · ث - 1 · 9.80665 م · ث - 2) ويتوافق تمامًا مع 735.49875 واط. تعتبر وحدة قياس القدرة الحصانية اليوم عفا عليها الزمن. | |
| كيلوواط | kW                    | كيلوواط (kW) يساوي ألف واط. تُستخدم هذه الوحدة عادةً للتعبير عن طاقة الخرج للمحركات وقوة المحركات الكهربائية والأدوات والآلات والسخانات. كيلوواط واحد يساوي تقريبا 1.34 قدرة حصانية horsepower اختصارا (hp. | |
| عزم الدوران | torque                | قد تتساءل من أين يأتي عزم الدوران في كل هذا. بعبارات بسيطة، يعتبر عزم الدوران قياسًا مختلفًا للعمل على المحرك، مأخوذ من جزء مختلف من المحرك. من الممكن أن يكون للمحرك طاقة عالية ولكن عزم دوران منخفض أو عزم دوران مرتفع ولكن طاقة منخفضة. المثالي هو محرك به الكثير من الاثنين. تخبرك أرقام عزم الدوران بمدى قوة "سحب" المحرك، خاصة عند الدورات المنخفضة. إذا كنت تقود سيارة تعمل بالديزل، فستكون على دراية بإحساس السيارة وهي تتقدم للأمام، لنقل من 50 إلى 70 ميلاً في الساعة بطريقة تكافح السيارات التي تعمل بالبنزين لمطابقتها. إنه عزم الدوران العالي الفطري لمحركات الديزل الذي ينتج هذا الارتفاع. | عزم الدوران في الميكانيكا هو المكافئ الدوراني للقوة الخطية. يشار إليها أيضًا باسم اللحظة أو لحظة القوة أو قوة الدوران أو تأثير الفتل، اعتمادًا على مجال الدراسة. نشأ هذا المفهوم مع دراسات أرخميدس حول استخدام الرافعات. كما أن القوة الخطية هي دفع أو سحب، يمكن اعتبار العزم بمثابة فتل لجسم حول محور معين. |

بالعودة إلى الحديث عن سيارة طوارق الهجينة V6 TSI Hybrid نجد أنها نموذج أولي لمركبة هجينة hybrid vehicle تتميز بوجود محركين:
1. محرك بنزين V6 سعة 2995 سم مكعب (182.8 قدم مكعب) مع شاحن فائق من سلسلة الدوامات التؤامية 'Twin Vortices Series' اختصارا (TVS) يؤمن:
- قوة 333 قوة حصان PS وهذا يعادل (245 كيلو واط، أي 328 قوة حصان الفرامل bhp) عند 5500 دورة في الدقيقة
- وعزم دوران يعادل 440 نيوتن.متر أي ما يعادل (325 رطل.قدم) عند 3000 دورة في الدقيقة

2. محرك كهربائي مصنّف مع وجود ناقل حركة أوتوماتيكي ذو ثماني سرعات eight-speed automatic transmission يؤمن:
- قوة 52 قوة حصان PS وهذا يعادل (38 كيلوواط، أي 51 قوة حصان الفرامل bhp)
- وعزم دوران يعادل 300 نيوتن.متر أي ما يعادل (220 رطل.قدم)

عند دمج المحركين نحصل على معدلات أعلى سجلت القيم التالية:
- قوة 374 قوة حصان PS وهذا يعادل (275 كيلوواط، 369 قوة حصان الفرامل bhp)
- وعزم دوران يعادل 550 نيوتن.متر أي ما يعادل (406 رطل.قدم).

يتم تشغيل المحرك الكهربائي بواسطة مجموعة بطاريات هيدريد النيكل المعدني nickel metal-hydride battery array ذات 240 خلية و 288 فولت و 6 أمبير. تم استبدال نظام الدفع الرباعي فور موشن 4motion four-wheel drive system بالنظام التفاضلي المركزي تورسن Torsen centre differential الأخف وزناً المأخوذ من سيارة أودي كيو سبعة Audi Q7 لتوفير الوزن. تبلغ السرعة القصوى للمحرك الكهربائي 50 كم / ساعة (31 ميلاً في الساعة). يدعم نظام Start-stop الكبح المتجدد regenerative braking، والتباطؤ coasting. تم تغيير نظام التوجيه المعزز بالطاقة Power steering وتكييف الهواء air conditioning ليتم تشغيله بالبطارية.
| شرح مفهوم الكبح المتجدد والتباطؤ   | شرح مفهوم الكبح المتجدد والتباطؤ |
| ---------------------------------- | --- |
| الكبح المتجدد regenerative braking | عبارة عن آلية لاستعادة الطاقة energy recovery تعمل على إبطاء حركة أو جسم متحرك عن طريق تحويل طاقتها الحركية kinetic energy إلى شكل يمكن استخدامه إما على الفور أو تخزينه لحين الحاجة. في هذه الآلية، يستخدم محرك الجر الكهربائي electric traction motor زخم السيارة لاستعادة الطاقة التي كانت ستضيع على أقراص الفرامل كحرارة. يتناقض هذا مع أنظمة الكبح التقليدية، حيث يتم تحويل الطاقة الحركية الزائدة إلى حرارة غير مرغوب فيها ومهدرة بسبب الاحتكاك في الفرامل brakes، أو مع الفرامل الديناميكية dynamic brakes، حيث يتم استرداد الطاقة باستخدام المحركات الكهربائية كمولدات ولكن يتم تبديدها على الفور كحرارة في المقاومات resistors. |
| التباطؤ Coasting                   | التباطؤ في السيارة هي تقنية يتم فيها إجراء تباطؤ طبيعي للمحرك عند فصل الطاقة. |

العلامة التجارية فور موشن 4motion لسيارات فولكس فاجن

شارة شعار "4 Motion" على الجزء الخلفي من سيارة فولكس فاجن

إن 4motion هي علامة تجارية مسجلة لشركة Volkswagen AG ، وتستخدم حصريًا في السيارات التي تحمل علامة فولكس فاجن ذات الدفع الرباعي (4WD).
تضمنت نسخة الإنتاج المخطط لها مفتاح إيه الخاص special E-switch والذي يمكن السائق عند تنشيطه من قيادة السيارة بالطاقة الكهربائية الصرفة بسرعة انطلاق coasting speed تصل إلى 160 كم / ساعة (99 ميلاً في الساعة).

### المحركات
تشمل الموديلات الأمريكية المحركات التالية:
- 3.6 V6
- 4.2 V8
- BlueMotion 3.0 VR6 TDI.

تشمل موديلات كندا المحركات التالية:
- 3.6 V6
- BlueMotion 3.0 V6 TDI.

تم بيع BlueMotion 3.0 V6 TDI باسم V6 TDI Clean Diesel في الولايات المتحدة وكندا.
| محركات البنزين        | محركات البنزين | محركات البنزين                               | محركات البنزين                                                        | محركات البنزين                                                                               | محركات البنزين |
| الموديل               | السنوات        | طراز المحرك                                  | القوة عن دورة في الدقيقة                                              | عزم الدوران عن دورة في الدقيقة                                                               |                |
| --------------------- | -------------- | -------------------------------------------- | --------------------------------------------------------------------- | -------------------------------------------------------------------------------------------- | -------------- |
| 3.6 VR6               | 2006–2010      | 3,597 سم3 (219.5 بوصة3) VR6 FSI              | 280 PS (206 كـو؛ 276 bhp) at 6,250                                    | 360 ن·م (266 رطلق·قدم) at 2,500-5,000                                                        |                |
| 4.2 V8                | 2006–2010      | 4,163 سم3 (254.0 بوصة3) V8 FSI               | 350 PS (257 كـو؛ 345 bhp) at 6,800                                    | 440 ن·م (325 رطلق·قدم) at 3,500                                                              |                |
| 6.0 W12               | 2005–2010      | 5,998 سم3 (366.0 بوصة3) W12                  | 450 PS (331 كـو؛ 444 bhp) at 6,000                                    | 600 ن·م (443 رطلق·قدم) at 3,250                                                              |                |
| Diesel engines        |                |                                              |                                                                       |                                                                                              |                |
| الموديل               | السنوات        | طراز المحرك                                  | القوة عن دورة في الدقيقة                                              | عزم الدوران عن دورة في الدقيقة                                                               |                |
| 2.5 R5 TDI            | 2003–2010      | 2,461 سم3 (150.2 بوصة3) I5 Pumpe-Düse turbo  | 163 PS (120 كـو؛ 161 bhp) at 3,500 174 PS (128 كـو؛ 172 bhp) at 3,500 | 400 ن·م (295 رطلق·قدم) at 2,250                                                              |                |
| 3.0 V6 TDI            | 2007–2010      | 2,967 سم3 (181.1 بوصة3) V6 common rail turbo | 240 PS (177 كـو؛ 237 bhp) at 4,000-4,400                              | 500 ن·م (369 رطلق·قدم) at 1,500-3,000 manual, 550 ن·م (406 رطلق·قدم) at 2,000-2250 automatic |                |
| 3.0 V6 TDI BlueMotion | 2009–2015      | 2,967 سم3 (181.1 بوصة3) V6 common rail turbo | 225 PS (165 كـو؛ 222 bhp) at 3,500                                    | 550 ن·م (406 رطلق·قدم) at 2,000-2,250                                                        |                |
| 5.0 V10 TDI           | 2002–2010      | 4,921 سم3 (300.3 بوصة3) V10 Pumpe-Düse turbo | 313 PS (230 كـو؛ 309 bhp) at 3,750                                    | 750 ن·م (553 رطلق·قدم) at 2,000                                                              |                |
| R50 5.0 V10 TDI       | 2007–2010      | 4,921 سم3 (300.3 بوصة3) V10 Pumpe-Düse turbo | 350 PS (257 كـو؛ 345 bhp) at 3,500                                    | 850 ن·م (627 رطلق·قدم) at 2,000                                                              |                |

### نواقل السرعة Transmissions
| محركات البنزين        | محركات البنزين | محركات البنزين                    |
| الطراز                | السنة          | نمط ناقل السرعة                   |
| --------------------- | -------------- | --------------------------------- |
| 3.6 V6                | 2006–          | 6-speed automatic                 |
| 4.2 V8                | 2006–          | 6-speed automatic                 |
| 6.0 W12               | 2005–          | 6-speed automatic                 |
| محركات الديزل         |                |                                   |
| الطراز                | السنة          | نمط ناقل السرعة                   |
| 2.5 R5 TDI            | 2003–          | 6-speed manual, 6-speed automatic |
| 3.0 V6 TDI            | 2007–          | 6-speed manual, 6-speed automatic |
| BlueMotion 3.0 V6 TDI | 2009–          | 6-speed automatic                 |
| 5.0 V10 TDI           | 2002–          | 6-speed automatic                 |
| R50                   | 2007–          | 6-speed automatic                 |

### التسويق

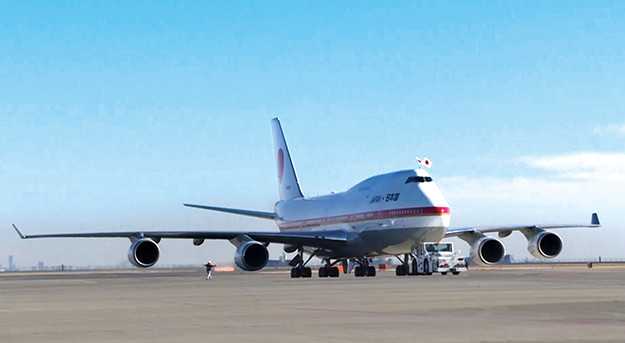
طائرة بوينغ 747

في كندا والولايات المتحدة، أظهرت الإعلانات أن طوارق قادرة على تحقيق مآثر لم تتمكن سيارات فولكس فاجن الأخرى من تحقيقها، مثل المرور مباشرة من خلال كتلة ثلجية بينما علقت فيها سيارة بيتل الجديدة New Beetle.

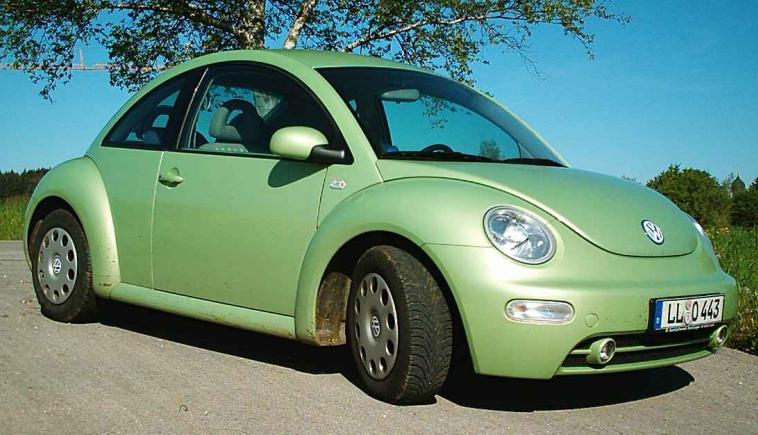
سيارة فولكس فاجن بيتل الجديدة New Beetle

استطاعت سيارة فولكس فاجن طوارق من طراز Touareg V10 TDI سحب طائرة بوينج سبعمئة وسبع وأربعون Boeing 747 كجزء من حملة إعلانية، والتي تحمل الرقم القياسي العالمي لأثقل حمولة تجرها سيارة ركاب.
في عام 2007 في يوم الأبرياء Día de los Innocentes، أظهر موقع فولكس واجن إسبانيا سيارة طوارق كابريو Touareg Cabrio مكشوفة مزيفة. تم تسجيل الموقع لقسم VW الأسباني.
كجزء من حملة إطلاق طوارق إثنين Touareg 2 التي تتزامن مع العرض الأول لفيلم إنذار بورن The Bourne Ultimatum، أطلقت فولكس فاجن جهاز محاكاة حيلة تفاعلي يسمح للجماهير بأداء الأعمال المثيرة الخاصة بهم على الإنترنت. يمكن للمستخدمين المناورة بأي من ستة طرازات مختلفة من فولكس فاجن من خلال انفجارات مختلفة، مع تغيير سرعات السيارة والدعائم والمؤثرات الصوتية وزوايا الكاميرا لجعل هذا المشهد مثاليًا.

## الجيل الثاني من سيارات طوارق (بين عامي 2010 - 2018)
| طوارق الجيل الثاني (7P) | طوارق الجيل الثاني (7P)                                                       |
| مراجعة عامة             | مراجعة عامة                                                                   |
| ----------------------- | ----------------------------------------------------------------------------- |
| الإنتاج                 | 2010–2018                                                                     |
| الجسم والهيكل           |                                                                               |
| المنصة                  | منصة PL72 لمجموعة فولكس فاجن Volkswagen Group PL72 platform                   |
| متعلقة مع               | بورشه كايينه Porsche Cayenne                                                  |
| مجموعة نقل الحركة       |                                                                               |
| ناقل الحركة             | آلي ثمان سرعات                                                                |
| الأبعاد                 |                                                                               |
| قاعدة الإطارات          | 2,893 مم (113.9 بوصة)                                                         |
| الطول                   | 4,796 مم (188.8 بوصة)                                                         |
| العرض                   | 1,941 مم (76.4 بوصة)                                                          |
| الإرتفاع                | 1,709 مم (67.3 بوصة) في سيارة طوارق الهجينة Hybrid تبلغ: 1,732 مم (68.2 بوصة) |
| التسلسل الزمني          |                                                                               |
| الخلفاء                 | فولكس فاجن أطلس Volkswagen Atlas (خارج أوربا)                                 |

فولكس فاجن طوارق V6 TDI BlueMotion قبل التحديث (ألمانيا)

تم الكشف عن الجيل الثاني (Typ 7P) في 10 فبراير 2010 في ميونيخ Munich، ولاحقًا في معرض بكين Beijing الدولي للسيارات 2010.
تتميز طوارق الجديدة بكونها الأولى من نوعها في العالم في تكنولوجيا المصابيح الأمامية للسيارات automotive headlight technology: «الشعاع العالي الخالي من الوهج glare-free high beam». («مساعد الضوء الديناميكي Dynamic Light Assist» لدى فولكس فاجن).

المقصورة الأمامية في فولكس فاجن طوارق V6 TDI BlueMotion قبل تجميل (ألمانيا)

على عكس نظام الشعاع العالي التكيفي adaptive high beam system، فإن النظام الحديث الشعاع العالي الخالي من الوهج glare-free high beam يقوم بضبط مستمر وتدريجي ليس فقط لمدى الشعاع العالي، ولكن أيضًا لنمطه. يغير نمط الشعاع اتجاهه باستمرار حتى لا يتم سطع السيارات في المقدمة، في حين أن المنطقة المحيطة بهم تبقى مضاءة بشكل ثابت ومستمر بكثافة الشعاع العالية.

### المميزات
مثبت السرعة التكيفي Adaptive cruise control مع وظيفة التوقف والانطلاق الجديدة
نظام تحذير مغادرة المسار Lane departure warning system: مساعد المسار Lane Assist
نظام مراقبة النقطة العمياء Blind Spot Monitor: المساعدة الجانبية Side Assist
نظام المساعدة الأمامي Front Assist: تفادي الاصطدام الأمامي Collision avoidance system (مع فرملة طوارئ آلي بالكامل automatic emergency braking)
عرض المنطقة مع أربع كاميرات
نظام التعليق الهوائي المتكيف Adaptive Air Suspension مع التحكم المستمر في التخميد continuous damping control اختصار (CDC) وتعويض انقلاب الجسم المتكيف Adaptive Body Roll Compensation.
ناقل حركة أسيان Aisin قياسي آلي من ثماني سرعات.

### طوارق هايبرد (2010-2018)

فولكس فاجن طوارق هايبرد الجيل الثاني (أوربا)

تم الكشف عن السيارة في معرض جنيف للسيارات عام 2010، ولاحقًا في معرض نيويورك الدولي للسيارات عام 2010 و  معرض قوانغتشو Guangzhou للسيارات عام 2010. تم طرح النموذج الصيني للبيع في أوائل عام 2011.

### طوارق الحصرية بين عامي (2010-2018)
طوارق الحصرية Touareg Exclusive هي نسخة من طوارق تتميز بمقاعد مع تنجيد جلدي بلونين «نابا Nappa» بتركيبي لونيين (بيجي بيج - تيتان أسود، بورجوندي داكن - تيتان أسود)، مقاعد أمامية مدفأة مع 12 وضعية كهربائية، مسند ظهر قابل للتعديل كهربائياً بالهواء المضغوط ومساند للرأس مع ضبط طولي وإرتفاع؛ حشوات أبواب جلدية، وبطانة أمامية سوداء وشرائط عتبات من الفولاذ المقاوم للصدأ مع حروف حصرية، وعناصر زخرفية مصنوعة من الخشب الحقيقي من «لمعان حرير الزيتون Olive Silk Gloss»، وعجلات من سبائك سالامنكا "Salamanca" مقاس 19 بوصة من الفضة الإسترليني Sterling Silver (عجلة «جيرونا Girona» مقاس 19 بوصة اختيارية بدون تكلفة، عجلة «تاراغونا Tarragona» مقاس 20 بوصة اختيارية بدون تكلفة)، حزمة من الكروم والأناقة وقضبان سقف من الفضة المؤكسدة.

### طوارق 3 للسباق
إن سيارة طوارق 3 للسباق Race Touareg 3 هي سيارة سباق صُممت لسباق داكار 2011 Dakar Rally، لتحل محل سيارة طوارق 2 للسباق Race Touareg 2. وهي تشتمل على محرك TDI مزدوج الشاحن سعة 2.5 لترًا يولد 300 قوة حصان SP وهو ما يعادل 221 كيلو واط أو 296 قدرة حصانية hp، وعلبة تروس تتابعية من 5 سرعات مع قابض ZF-Sachs الخزفي بثلاث صفائح، وهيكل فضاء فولاذي وإطارات BF Goodrich 235/85 R16.

### مفاهيم معرض قطر للسيارات 2011
تعتبر سيارة طوارق 3 قطر للسباق Race Touareg 3 Qatar سيارة ذات مفهوم يستند إلى سيارة طوارق 3 للسباق Race Touareg 3، ولكنها ملائمة للاستخدام في الشوارع. تشتمل على عجلات BBSذهبية قياس 18 بوصة، قفص أمان رمادي معدني سيربنتينو Serpentino، مقاعد دلو سباق ريكارو Recaro، كسوة داخلية من الكربون غير اللامع، تنجيد من جلد Nubuk «أسود» و «رمادي نقي» على دعامات جانب المقعد وألواح تقليم الأبواب وجلد نابا Nappa الأسود تيتان - ألواح مقاعد مركزية منجدة، درزات بلونين وأنابيب فضية على أغطية المقاعد وعناصر متعلقة بالسلامة مطلية باللون الأحمر تورنادو Tornado Red.
تستند سيارة طوارق الإصدار الذهبي Touareg Gold Edition إلى طوارق بمحرك 4.2 V8 FSI. وتشمل عجلات 22 بوصة مصممة خصيصاً، وقضبان سقف ، وشرائط واقية وإطارات نوافذ ، وأغطية مرايا وأجزاء من إطار مدخل الهواء ، ولون الجسم بلون «الصباح الساحر Magic Morning»، ولمسات ومفاتيح ذهبية عيار 24 قيراط وبلون «لونا Luna» الداخلي، بطانة السقف بلون لونا الكانتارا Luna Alcantara ومقاعد جلد بلون نابا Nappa ، لوحة القيادة من الجلد البني الطبيعي مع طبقات ماغنوليا Magnolia وحصائر الأرضية باللون البني الطبيعي مع ملحقات جلدية بلون لونا "Luna".
تم الكشف عن المركبات في معرض قطر للسيارات 2011 Qatar Motor Show.

### طوارق X في عامي 2013 - 2014
طوارق X هي نسخة محدودة (1000 وحدة) من سيارة طوارق نسخة عام 2014 بمحرك الديزل النظيف TDI Clean Diesel Lux بقوة 240 حصان PS مع نظام الدفع الرباعي 4MOTION للسوق الأمريكية ، احتفالاً بالذكرى العاشرة لفولكس فاجن طوارق. وهي تشتمل على عجلات فريدة من سبائك الألومنيوم مقاس 19 بوصة من طراز Moab ، ولون جسم باللون اللؤلؤي الأزرق لضوء القمر Moonlight Blue Pearl ، ومصابيح خلفية LED ، وشارات طوارق Touareg X الخاصة ، وأسطح مقاعد جلدية فيينا باللون الأسود Anthracite ، وبطانة سقف سوداء مكملة ، وفتحة سقف بانورامية تعمل بالطاقة ، وإمكانية الوصول بدون مفتاح مع تشغيل بضغطة زر ، مصابيح أمامية زينون ثنائية مع مصابيح LED للقيادة النهارية ، مصابيح أمامية للضباب والانعطاف ، نظام ملاحة RNS 850 مع شاشة ملونة تعمل باللمس قياس 8 بوصات ، محرك أقراص ثابتة سعة 60 جيجابايت ، وكاميرا للرؤية الخلفية ؛ تقنية البلوتوث ، تكييف هواء ثنائي المنطقة Climatronic ، مقاعد أمامية قابلة للتدفئة يمكن ضبطها في 12 اتجاهًا مع ذاكرة لمقعد السائق وقابل للتعديل كهربائيًا لأسفل الظهر وعجلة قيادة متعددة الوظائف مغلفة بالجلد.

### المحركات
| محركات البنزين                                    | محركات البنزين | محركات البنزين                          | محركات البنزين                          | محركات البنزين                        | محركات البنزين                                                 | محركات البنزين       | محركات البنزين                                                                        |
| طراز المحرك                                       | السنوات        | نمط المحرك                              | قوة الحصان عند عدد حركات دوران / دقيقة  | عزم القوة عند عدد حركات دوران / دقيقة | زمن الوصول من 0 إلى سرعة 100 كم / ساعة (من 0 إلى 62 ميل / ساعة | السرعة القصوى        | المناطق                                                                               |
| ------------------------------------------------- | -------------- | --------------------------------------- | --------------------------------------- | ------------------------------------- | -------------------------------------------------------------- | -------------------- | ------------------------------------------------------------------------------------- |
| 3.6 V6 FSI BlueMotion TechnologyV6 FSI Sport (US) | 2010–2018      | 3,597 سم3 (219.5 بوصة3) VR6             | 280 PS (206 كـو؛ 276 حصان) at 6200      | 360 ن·م (266 رطل·قدم) at 3200         | 7.8                                                            | 228 كم/س (142 ميل/س) | الكل ، باستثناء المملكة المتحدة والصين ونيوزيلندا وروسيا غير متوفر في أوروبا منذ 2014 |
| 3.6 V6 FSI                                        | 2010–2018      | 3,597 سم3 (219.5 بوصة3) VR6             | 250 PS (183 kW; 245 hp) at 6200         | 360 ن·م (266 رطل·قدم) at 3500         | 8.4                                                            | N/A                  | روسيا فقط                                                                             |
| 3.0 V6 TSI                                        | 2010–2018      | 2,995 سم3 (182.8 بوصة3) V6 supercharged | 290 PS (213 كـو؛ 286 حصان) at 4850–6500 | 420 ن·م (310 رطل·قدم) at 2500–5000    | 7.1                                                            | 230 كم/س (143 ميل/س) | الصين فقط                                                                             |
| 3.0 V6 TSI HybridV6 TSI Hybrid (US)               | 2010–2014      | 2,995 سم3 (182.8 بوصة3) V6 supercharged | 333 PS (245 كـو؛ 328 حصان) at 5500–6500 | 440 ن·م (325 رطل·قدم) at 3000–5250    | 5.8                                                            | 240 كم/س (149 ميل/س) | الجميع باستثناء الشرق الأوسط                                                          |
| 3.0 V6 TSI HybridV6 TSI Hybrid (US)               | 2010–2014      | electric motor                          | 46 PS (34 كـو؛ 45 حصان) at 1500–3250    | ?                                     | 5.8                                                            | 240 كم/س (149 ميل/س) | الجميع باستثناء الشرق الأوسط                                                          |
| 3.0 V6 TSI HybridV6 TSI Hybrid (US)               | 2010–2014      | combined                                | 380 PS (279 كـو؛ 375 حصان) at ?         | 580 ن·م (428 رطل·قدم) at ?            | 5.8                                                            | 240 كم/س (149 ميل/س) | الجميع باستثناء الشرق الأوسط                                                          |
| 4.2 FSI                                           | 2010-2018      | 4,163 سم3 (254.0 بوصة3) V8              | 360 PS (265 كـو؛ 355 حصان) at 6800      | 430 ن·م (317 رطل·قدم) at 3500         | 6.2                                                            | 250 كم/س (155 ميل/س) | الشرق الأوسط والبرازيل والصين وروسيا (2010-2014)                                      |

| محركات الديزل                                                       | محركات الديزل | محركات الديزل                    | محركات الديزل                           | محركات الديزل                         | محركات الديزل                                                  | محركات الديزل        | محركات الديزل                                                                   |
| طراز المحرك                                                         | السنوات       | نمط المحرك                       | قوة الحصان عند عدد حركات دوران / دقيقة  | عزم القوة عند عدد حركات دوران / دقيقة | زمن الوصول من 0 إلى سرعة 100 كم / ساعة (من 0 إلى 62 ميل / ساعة | السرعة القصوى        | المناطق                                                                         |
| ------------------------------------------------------------------- | ------------- | -------------------------------- | --------------------------------------- | ------------------------------------- | -------------------------------------------------------------- | -------------------- | ------------------------------------------------------------------------------- |
| V6 TDI BlueMotion Technology (204 PS)                               | 2010–2018     | 2,967 سم3 (181.1 بوصة3) V6 turbo | 204 PS (150 كـو؛ 201 حصان) at 3200–4400 | 450 ن·م (332 رطل·قدم) at 1250–3200    | 8.5                                                            | 206 كم/س (128 ميل/س) | ألمانيا ، السويد                                                                |
| V6 TDI BlueMotion Technology V6 TDI Clean Diesel Sport (US)(239 PS) | 2010–2018     | 2,967 سم3 (181.1 بوصة3) V6 turbo | 239 PS (176 كـو؛ 236 حصان) at 4000–4400 | 550 ن·م (406 رطل·قدم) at 2000–2250    | 7.8                                                            | 218 كم/س (135 ميل/س) | أوروبا الشرقية وأوروبا الغربية وأمريكا الشمالية (2010-2015) وأستراليا والصين    |
| V6 TDI BlueMotion Technology (245 PS)                               | ?             | 2,967 سم3 (181.1 بوصة3) V6 turbo | 245 PS (180 كـو؛ 242 حصان) at 3800–4400 | 550 ن·م (406 رطل·قدم) at 1750–2750    | 7.6                                                            | 220 كم/س (137 ميل/س) | ألمانيا وأستراليا وجنوب إفريقيا.                                                |
| V8 TDI                                                              | 2010–2018     | 4,134 سم3 (252.3 بوصة3) V8 turbo | 340 PS (250 كـو؛ 335 حصان) at 4,400     | 800 ن·م (590 رطل·قدم) at 1750–2750    | 5.8                                                            | 242 كم/س (150 ميل/س) | أوروبا الشرقية (2010-2014) وأوكرانيا وأستراليا ونيوزيلندا وجنوب إفريقيا وتشيلي. |

| مراجعة عامة عن المحرك V6 3.6 FSI | مراجعة عامة عن المحرك V6 3.6 FSI                                                     |
| -------------------------------- | ------------------------------------------------------------------------------------ |
| علبة التروس                      | آلية ذات 8 سرعات                                                                     |
| سعة المحرك                       | 3.6 لتر                                                                              |
| قوة المحرك                       | 280 قوة حصان PS أي ما يعادل (206 كيلو وات) عند عدد دورات المحرك 6200 دورة في الدقيقة |
| أقصى عزم                         | 360 نيوتن.متر عند عدد دورات المحرك 4000 دورة في الدقيقة                              |
| السرعة القصوى                    | 228 كم/ساعة.[بحاجة لمصدر]                                                            |
| استهلاك الوقود                   | 10.2 لتر لكل 100 كيلو متر                                                            |
| انبعاثات ثاني أكسيد الكربون      | 239 جرام لكل كيلو متر                                                                |
| التسارع - من 0 حتى 100           | 7.8 ثانية                                                                            |

| مراجعة عامة عن المحرك V8 4.2 FSI | مراجعة عامة عن المحرك V8 4.2 FSI                                                     |
| -------------------------------- | ------------------------------------------------------------------------------------ |
| علبة التروس                      | آلية ذات 8 سرعات                                                                     |
| سعة المحرك                       | 4.2 لتر                                                                              |
| قوة المحرك                       | 360 قوة حصان PS أي ما يعادل (355 كيلو وات) عند عدد دورات المحرك 6800 دورة في الدقيقة |
| أقصى عزم                         | 440 نيوتن.متر عند عدد دورات المحرك 3500 دورة في الدقيقة                              |
| السرعة القصوى                    | 250 كم/ساعة                                                                          |
| استهلاك الوقود                   | 12.1 لتر في 100 كيلو متر                                                             |
| انبعاثات ثاني أكسيد الكربون      | 307 جرام لكل كيلو متر                                                                |
| التسارع - من 0 حتى 100           | 7.2 ثانية                                                                            |

### تسويق
كجزء من إطلاق منتج Touareg في الصين ، تم إنتاج فيلم مكون من 3 أجزاء ، مدته 15 دقيقة ، بعنوان A Journey Beyond باللغة الصينية (锐 · 享 征程). الفيلم من إنتاج DDB Guoan وإخراج Lu Chuan. تم ترشيح الفيلم نفسه للنهائي في جوائز ChinaChina Longxi awards ضمن فئة أفضل مونتاج FILM - Craft: Best Editing.
كجزء من رعاية المتحف الوطني الصيني National Museum of China، تم تقديم سيارات طوارق الهجينة ouareg Hybrid كخدمة نقل مجانية - أطلق عليها اسم متحف القفز "Museum Hopping" - بين المتحف الوطني ومتحف القصر والمتحف الوطني للفنون.

### طوارق 2015 المحدثة
وشملت التغييرات:
مصابيح أمامية قياسية ثنائية الزينون bi-xenon
نظام الكبح التلقائي بعد الاصطدام Automatic Post-Collision Braking System

نظام تثبيت السرعة التكيفي Adaptive cruise controlرسم تخطيطي للتحكم الذكي في التطواف. تحافظ السيارة الحمراء تلقائيًا على مسافة آمنة من السيارة الزرقاء.

ترقية مثبت السرعة التكيفي adaptive cruise contro
محرك V6 TDI بقوة 262 قوة حصان PS وهذا يعادل (193 كيلووات ، 258 قوة حصان الفرامل bhp)
نظام تعليق نوابض فولاذية قياسي محسن
توفر الخدمات عبر الإنترنت: البحث عن نقاط الاهتمام point-of-Interest عبر Google، والخرائط المقدمة من Google Earth ، ووظيفة Google Street View وتقارير حركة المرور traffic reporting.

### سلامة
قام معهد التأمين للسلامة على الطرق السريعة Insurance Institute for Highway Safety باختبار سيارة طوارق Touareg، وقدم النتائج التالية (التصنيفات من «ضعيف» إلى «جيد»):
| التصنيف                        | الشرح | المعدل |
| ------------------------------ | --- | ------ |
| التداخل الأمامي الجبهي المعتدل | يظهر مدى الصمود الأمامي الجبهي في حالة وقوع حادث وكيف يسمح لأحزمة الأمان والوسائد الهوائية بأداء وظائفهم. في اختبار التداخل الجبهي المعتدل ، تتحرك السيارة بسرعة 40 ميلاً في الساعة نحو حاجز بوجه مشوه مصنوع من قرص عسل من الألومنيوم. يبلغ طول الحاجز أكثر من قدمين. | Good   |
| الجانب                         | يظهر مدى الصمود الجانبي في حالة وقوع حادث | Good   |
| قوة السقف                      | يظهر مدى صمود السقف في حالة وقوع حادث | Good   |
| مساند الرأس والمقاعد           | يظهر مدى صمود مساند الرأس والمقاعد في حالة وقوع حادث | Good   |

## الجيل الثالث

فولكس فاجن أطلس Atlas وتسمى أيضا فولكس فاجن تيرامونت Teramont

سيستخدم الجيل الثالث من طوارق منصة مجموعة فولكس فاجن MLB (بالانكليزية Volkswagen Group MLB platform) مثل إخوانها في الشركة ، بورش كايين Porsche Cayenne وأودي Audi Q7. سيؤكد الجيل الثالث من طوارق على كفاءة الوقود وسيكون أخف وزناً بشكل ملحوظ من الجيلين الأولين. أوقفت فولكس فاجن طوارق للبيع في الولايات المتحدة وكندا والمكسيك بعد عام 2017 وما بعده ، بناءً على المبيعات وتوافر طراز أطلس Atlas الأكبر والأقل تكلفة (Teramont في مكان آخر) والذي تم تصميمه خصيصًا للولايات المتحدة .
| برنامج تقييم السيارات الجديدة الأوربي NCAP                                                      | برنامج تقييم السيارات الجديدة الأوربي NCAP | برنامج تقييم السيارات الجديدة الأوربي NCAP |
| ----------------------------------------------------------------------------------------------- | ------------------------------------------ | ------------------------------------------ |
| European New Car Assessment Programme test results                                              |                                            |                                            |
| نتائج اختبار البرنامج الأوروبي لتقييم السيارات الجديدة الخاص بسيارة فولكس فاجن طوارق (عام 2018) |                                            |                                            |
|                                                                                                 |                                            |                                            |
| الاختبار                                                                                        | النقاط                                     | %                                          |
| الإجمالي                                                                                        | ¤¤¤¤¤ خمس نجوم                             | ¤¤¤¤¤ خمس نجوم                             |
| راكبي السيارة البالغين                                                                          | 33.9                                       | 89%                                        |
| راكبي السيارة الأطفال                                                                           | 42.4                                       | 86%                                        |
| المشاة                                                                                          | 34.6                                       | 72%                                        |
| مساعد السلامة                                                                                   | 10.6                                       | 81%                                        |

| الجيل الثالث (CR) | الجيل الثالث (CR) |
| ----------------- | --- |
|                   | |
| مراجعة عامة       | |
| الإنتاج           | منذ عام 2018 حتى الآن 2021 |
| التصميم           | فرانك بروسه |
| الجسم والهيكل     | |
| المنصة            | منصة مجموعة فولكس فاجن MLBevo |
| ذات صلة           | بورش كايين Porsche Cayenne أودي Q7 أودي Q8 بنتلي بنتايجا Bentley Bentayga لامبورغيني اوروس Lamborghini Urus                                                     |

منظر خلفي طوارق 2019

المقصورة الأمامية لسيارة طوارق 2019

| المحرك            | بنزين 3.0 لتر V6 TSI ديزل 3.0 لتر V6 TDI 4.0 لتر V8 TDI شحن مزدوج توربو تسلسلي وضاغط كهربائي (EPC) سوبر شارجر هجين يعمل بالكهرباء 3.0 لتر V6 TSI + محرك كهربائي |
| ناقل الحركة       | آلي ذو 8 سرعات |
| الأبعاد           | |
| قاعدة الإطارات    | 2,894 مم (113.9 بوصة) |
| الطول             | 4,878 مم (192.0 بوصة) |
| العرض             | 1,984 مم (78.1 بوصة) |
| الإرتفاع          | 1,717 مم (67.6 بوصة) |

### طوارق R PHEV
في فبراير 2020، كشفت فولكس واجن عن طراز طوارق R الهجين الجديد. مجموعة نقل الحركة هي مزيج من محركين:
- محرك بنزين توربيني V6 سعة 3.0 لتر (2995 سم مكعب)،
- ومحرك كهربائي بقوة 136 قوة حصان PS وهو ما يعادل (100 كيلو واط ، و 134 قوة حصان الفرامل bhp) وحزمة بطارية ليثيوم أيون 14.1 كيلو واط في الساعة.

يبلغ إجمالي خرج النظام 462 قوة حصان PS وهو ما يعادل (340 كيلوواط ، 456 قوة حصان الفرامل bhp) وعزم دوران 700 نيوتن متر (516 رطل.قدم).

## رياضة السيارات
فازت سيارة طوارق المحدثة التي يطلق عليها اسم ستانلي Stanley في عام 2005 بتحدي داربا DARPA Grand Challenge.

### سباق ذروة الحراب
دخلت فولكس فاجن طوارق TDI الدورة الخامسة والثمانين من سباق تسلق الهضاب ذروة الحراب الدولي Pikes Peak Pikes Peak International Hill Climb، مع V10 TDI Touaregs و V6 TDI Touareg ، بقيادة رايان أرسيرو Ryan Arciero ومايك ميلر Mike Miller وكريس بلايس Chris Blais. فاز أرسيرو Arciero بالسباق بتوقيت 13: 17: 703 وسجل رقماً قياسياً جديداً في التقسيم لأسرع وقت مع سيارة تعمل بالديزل. احتل ميلر المركز الثاني Miller بتوقيت 13: 25: 247. احتل كريس بليس Chris Blais المركز الثالث بتوقيت 15: 48 : 312.

### باجا 500
فاز محرك 2.5L R5 TDI بفئة باجا خمسمائة Baja 500 لعام 2007 مع السائقين Mark Miller / Ralph Pitchford (الولايات المتحدة الأمريكية / جنوب إفريقيا).
باجا 1000
يتضمن محرك الديزل النظيف 5.5 لتر V12 مع شاحن توربيني مزدوج من Garrett TR30R مصنّف عند 550 قوة حصان SP Hd أي ما يعادل (405 كيلوواط ، 542 قوة حصان فرامل bhp) وعزم دوران 850 نيوتن متر (627 رطل.قدم)، ناقل حركة متتابع من نوع اكس تراك Xtrac بست سرعات ، المحور axle الخلفي 9 بوصات ، صدامات سباق الثعلب Fox Racing Shocks ، عجلات مسبوكة KMC مقاس 17 بوصة مزودة بقفل مسبوك مخصص مع إطارات BFGoodrich Baja KRT 37x13.5x17 ، وكذلك مقاعد سباق من نوع Lowrance 9200 GPS ونوع Sparco المصنوعة من ألياف الكربون. تستخدم محركًا وسطيًا وتصميم الدفع الخلفي. تم تصميم الهيكل chassis وجسم السيارة body أرسينو ميلر للسباق Arciero Miller Racing ومركز تصميم فولكس فاجن في كاليفورنيا Volkswagen Design Center California على التوالي.
تم الكشف عن السيارة في معرض لوس أنجلوس للسيارات 2008.
أكملت سيارة الطوارق Race Touareg TDI Trophy Truck سباق باجا 1000 السنوي المعروف باسم Annual Tecate SCORE Baja 1000 race في دورته الحادية والأربعين في المركز الثالث عشر لفئة شاحنات الكأس Trophy Truck Class. كان يقود السيارة مارك ميلر Mark Miller.

### رالي داكار Dakar

سيارة طوارق 2 نسخة السباق موديل عام 2007 في معرض إيسن للسيارات عام 2006

في رالي داكار Dakar Rally لعام 2003، انضمت فولكس فاجن إلى فريق طارق للعربات ذات الدفع الخلفي. احتلت فولكس فاجن المركز السادس في الترتيب العام ، بقيادة ستيفان هنارد Stephane Henrard والسائق المساعد co-driver بوبي ويليس Bobby Willis. في العام التالي ، شهد رالي داكار 2004 أول رالي لفئة T2 التي بنيت خصيصًا لسيارة طوارق السباق Race Touareg بواسطة فولكسفاغن موتورسبورت. حصل برونو سابي Bruno Saby وشريكه السائق ماثيو ستيفنسون Matthew Stevenson على المركز السادس في الترتيب العام. في رالي داكار 2005، احتل جوتا كلاينشميدت Jutta Kleinschmidt والسائقة المساعدة فابريزيا بونس Fabrizia Pons المركز الثالث في الترتيب العام في على سيارة طوارق السباق.
في رالي داكار 2006، حصل سائق فولكس فاجن جينييل دي فيلييه Giniel de Villiers والسائقة المساعدة تينا ثورنر Tina Thörner على المركز الثاني وهو الترتيب الأعلى على الإطلاق لطراز الديزل في سيارة طوارق السباق 2 الجديدة. تتميز بقاعدة عجلات أقصر من سيارة Race Touareg الأصلية ، بالإضافة إلى زيادة الرؤية . في رالي داكار 2007، قاد سائق فولكس فاجن مارك ميلر Mark Miller ورالف بيتشفورد Ralph Pitchford سيارة طوارق السباق 2 إلى المركز الرابع في الترتيب العام. في رالي وسط أوروبا Central Europe Rally لعام 2008، قاد كارلوس ساينز Central Europe Rally سيارته طوارق السباق 2 للفوز بالمركز الأول. أخيرًا ، في إصدار 2009 من رالي داكار 2009 edition of Rally Dakar، حققت فولكس فاجن الفوز بالمركز الأول والثاني (نتيجة 1-2). وفاز Giniel de Villiers والسائق المساعد Dirk von Zitzewitz بالسباق متقدمين على مارك ميلر Mark Miller ورالف بيتشفورد Ralph Pitchford. مع بقاء يومين فقط على نهاية السباق، تحطم كارلوس ساينز Carlos Sainz بعد أن سيطر على الرالي لعدة أيام ، وبالتالي منع فولكس فاجن من تحقيق الفوز بالمراكز الثلاث الأولى معا أي الأول والثاني والثالث (1-2-3).
فاز كارلوس ساينز Carlos Sainz في رالي داكار إصدار 2010 بنتيجة 1-2-3، وفاز ناصر العطية Nasser Al-Attiyah لشركة فولكس فاجن في رالي داكار إصدار 2011.
يتوفر نموذج السيارة ذات الفتحة slot car بمقياس 32:1 من سيارة طوارق التي ترعاها ريد بول Red Bull ، والذي تم تصميمها للتشغيل على مسار الشركة RAID (الذي يحاكي سباقات الطرق الوعرة) من نينكو Ninco (إن نينكو Ninco هي شركة تصنيع إسبانية واسم علامة تجارية لسيارات الفتحات ذات المقياس 32:1 ومسارات سباق هذا النوع من السيارات).

السيارات ذات الفتحة slot cars الحديثة المصنعة تجاريا، المسار نينكو، المقياس 32:1.

السيارة ذات الفتحة أر 8 أر Audi R8R slot car النموذجية بمقياس 32:1 من كاريرا Carrera

إيضاح: إن نموذج السيارة ذات الفتحة أو السيارة ذات الفتحات هي سيارة مصغرة تعمل بالطاقة أو مركبة أخرى يتم توجيهها بواسطة أخدود أو فتحة في المسار الذي تسير عليه. يمتد دبوس أو شفرة من أسفل السيارة إلى الفتحة. على الرغم من استخدام بعض سيارات السلوت لنمذجة حركة المرور على الطرق السريعة في تخطيطات ذات مناظر خلابة ، يتم استخدام الغالبية العظمى في هواية المنافسة لسباق السيارات ذات الفتحات slot car racing.

### خرج الطاقة: متسابقو فولكس فاجن في سباق داكار
في سباق الطوارق عام 2007 (مواصفات T2) بمحرك TDI سعة 2.5 ليتر، بقوة 285 قدرة حصانية hp أي مايعادل 209 كيلو واط.
في سباق الطوارق عام 2006 (مواصفات T2) بمحرك TDI سعة 2.5 ليتر، بقوة 275 قدرة حصانية hp أي مايعادل 202 كيلو واط.
في سباق الطوارق عام 2005 (مواصفات T2) بمحرك TDI سعة 2.5 ليتر، بقوة 260 قدرة حصانية hp أي مايعادل 191 كيلو واط.
في سباق الطوارق عام 2004 (مواصفات T2) بمحرك TDI سعة 2.3 ليتر، بقوة 231 قدرة حصانية hp أي مايعادل 170 كيلو واط.
في سباق طارق Tarek عام 2003 بمحرك TDI سعة 1.9 ليتر، بقوة 218 قدرة حصانية hp أي مايعادل 160 كيلو واط.
سباق كيب تو كيب
إن سباق كيب تو كيب Cape to Cape هو سباق سيارات من مدينة كيب أغولهاس Cape Agulhas في أقصى نقطة في جنوب أفريقيا إلى نورث كيب North Cape في النرويج Norway .
في 20 سبتمبر 2015، أكملت سيارة طوارق Touareg V6 TDI بقيادة راينر زيتلو Rainer Zietlow وماريوس بييلا Marius Biela وسام روتش Sam Roach مسافة 19000 كيلومتر من مدينة كيب أغولهاس Cape Agulhas في أقصى نقطة في جنوب أفريقيا، إلى مدينة نورث كيب North Cape في النرويج Norway في زمن قياسي عالمي بلغ 9 أيام و 4 ساعات و 9 دقائق و 27 ثانية.
للتشغيل القياسي ، تمت إضافة نظام تعليق أقوى ، وإطارات أكبر ، وقفص تدحرج ومصابيح أمامية قوية للغاية من طراز هيلا بالإضافة إلى خزانات إضافية لمدى إجمالي يبلغ 3000 كيلومتر (1900 ميل). كانت كل من المحرك V6 TDI بقوة 244 قدرة حصانية hp (أي ما يعادل 182 كيلو واط) بالإضافة إلى الأجزاء الميكانيكية الأخرى مثل علبة التروس وأعمدة الإدارة قياسية standard.

### الجوائز
حازت طوارق Touareg على الجوائز التالية:
جائزة أفضل سيارة دفع رباعي فاخرة Best Luxury SUV من مجلة سيارة وسائق Car and Driver لعام 2003،
جائزة أفضل سيارة رياضية وتزويد خدمة Sport/Utility of the Year لعام 2004 من مجلة اتجاهات السيارات Motor Trend magazine.
جائزة أفضل سيارة دفع رباعي لعام 2005 من مجلة الدفع الرباعي Four Wheeler" magazine.
جائزة دوتي لسيارات الدفع الرباعي 4WDOTY لعام 2003 من مجلة فوق الأرض Overlander.

## المبيعات السنوية
| السنة التقويمية | المبيعات في الولايات المتحدة الامريكية |
| --------------- | -------------------------------------- |
| 2011            | 7,535                                  |
| 2012            | 10,553                                 |
| 2013            | 8,223                                  |
| 2014            | 6,961                                  |
| 2015            | 7,037                                  |
| 2016            | 4,223                                  |
| 2017            | 3,545                                  |
| 2018            | 2,022                                  |
| 2019            | 160                                    |

## المحركات

### محرك V6 3.6 FSI
- علبة التروس - علبة تروس أوتاماتيكية 8 سرعات.
- سعة المحرك - 3.6 لتر.
- حصان (كيلو وات) عند عدد دورات - 280 حصان (206 كيلو وات) عند 6200 دورة.
- أقصى عزم عند عدد دورات - 360 عند 4000 دورة.
- السرعة القصوى - 228.[بحاجة لمصدر]
- استهلاك الوقود - 10.2 لتر لكل 100 كيلو متر.
- انبعاثات ثاني أكسيد الكربون - 239 جرام لكل كيلو متر.
- التسارع - من 0 حتى 100 في 7.8 ثانية.

### محرك V8 4.2 FSI
- علبة التروس - علبة تروس أوتوماتيكية 8 سرعات.
- سعة المحرك - 4.2 لتر.
- حصان (كيلو وات) عند عدد دورات - 360 حصان عند 6800 دورة.
- أقصى عزم عند عدد دورات - 440 عند 3500 دورة.
- السرعة القصوى - 250.
- استهلاك الوقود - 12.1 لتر في 100 كيلو متر.
- انبعاثات ثاني أكسيد الكربون - 307 جرام لكل كيلو متر.
- التسارع - من 0 حتى 100 في 7.2 ثانية.